# Ambassador Bridge
Ambassador Bridge är en 2 286 meter lång hängbro över Detroitfloden som förbinder Detroit, Michigan, USA och Windsor, Ontario, Kanada.
Bron började att byggas 1927 och var klar 1929. Den invigdes den 11 november 1929 och hade då världens längsta brospann, 564 meter, en titel som den behöll till 1931, då George Washington Bridge öppnade. Bron har två 118 meter höga torn som går ned 35 meter under flodens yta. Den består av 19 000 ton stål och vägbanan går 46 meter över vattenytan. Endast huvudspannet hålls upp av hängkablar, resterande del av bron har en fackverkskonstruktion.
Det finns en gång- och cykelbana på brons södra del, som dock är stängd av säkerhetsskäl efter 11 september-attackerna .